# Joaquim de Mello e Póvoas
Joaquim de Mello e Póvoas (?, 1722 - Lumiar, Lisboa, 1787) foi um militar e administrador colonial português.

## Capitania de São José do Rio Negro
Sobrinho distante de Sebastião José de Carvalho e Melo, o marquês de Pombal, foi indicado como o primeiro governador da Capitania de São José do Rio Negro (Amazonas), em Barcelos, em 07 de maio de 1758.
Durante seu governo, foram promovidas a vilas: São José do Javari, Silves, Serpa, São Paulo de Olivença, São Francisco Xavier de Tabatinga, Ega e Olivença, dentre outras. O governador ficou no cargo até 25 de dezembro de 1760.

## Capitania do Maranhão
Assumiu como governador da Capitania do Maranhão, que fazia parte do Estado do Grão-Pará e Maranhão, no período entre 1761 a 1775.
Em sua administração, determinou a demolição do velho Palácio do Governo e mandou construir uma nova sede, com um edifício feito de pedra e cal, sóbrio, acachapado, com beirais salientes, telhado baixo, tendo a entrada de lado. 
Com a expulsão dos jesuítas em 1759 e a transferência de seus bens para a coroa portuguesa, o governador Joaquim de Melo e Póvoas promoveu uma reforma urbanística, dando novos usos aos edifícios jesuítas. O colégio se tornou o Palácio dos Bispos e a igreja da companhia passa a ser a catedral da cidade de São Luís, dedicada a Nossa Senhora da Vitória.
Joaquim de Mello e Póvoas também instalou a fábrica de anil em São João de Cortes (1777), cujo maquinário fora importado de Lisboa e introduziu, juntamente com a Companhia de Comércio, o arroz de Carolina, além de fundar uma fábrica de soque de arroz (1765), promover a defesa dos lavradores contra a exorbitância dos fretes cobrados pela Companhia Geral de Comércio e o incentivo para o plantio de amoreiras e criação do bicho-da-seda.
Recebeu o título de brigadeiro de cavalaria por decreto em 1771 e o título de Conselho de Sua Majestade por carta régia em 1774.
Em 1772, foi nomeado governador da Capitania de Pernambuco, mas a posse não se efetivou em razão da conjuntura política, motivo pelo qual permaneceu no Maranhão.

## Estado do Maranhão e Piauí
Joaquim de Melo e Póvoas assumiu como governador e capitão-general do Estado do Maranhão e Piauí em 1775, com a reforma administrativa e a separação entre Grão-Pará e Maranhão.
Também instalou a Junta de Justiça, criada pela carta régia de 4 de fevereiro de 1777, integrada pelo ouvidor, como relator, o juiz de fora e dois vogais que eram ministros das cidades mais próximas.

## Últimos anos
Sua administração finalizou-se em 6 de novembro de 1779, com o fim do período pombalino, retornando para Portugal e não sendo nomeado pela Rainha Maria I para ocupar novos cargos. Faleceu em 1787, em Lumiar, Lisboa, aos 65 anos.